# Kościół Najświętszego Serca Pana Jezusa w Jaworznie-Byczynie
Kościół Najświętszego Serca Pana Jezusa – rzymskokatolicki kościół parafialny należący do dekanatu jaworznickiego św. Wojciecha BM diecezji sosnowieckiej. Znajduje się w dzielnicy Jaworzna - Byczynie, w województwie śląskim.
Plan budowy świątyni został opracowany przez architekta z Krakowa, profesora Józefa Gałęzowskiego, który wyznaczył także miejsce pod fundamenty, odbyło się to w 1930 roku. W dniu 8 września 1930 roku został poświęcony kamień węgielny i nadany tytuł świątyni – Najświętszego Serca Pana Jezusa – dokonał tego Książę Metropolita Adam Stefan Sapieha. W lipcu 1931 roku rozpoczęto budowę prezbiterium, w którym z czasem Msze Święte zaczęły być odprawiane przez księdza Zygmunta Łaczka. W dniu 16 lipca 1933 roku z ambon świątyń w Jaworznie odczytano akt erekcyjny ustanawiający samodzielną parafię w Byczynie. W 1937 roku rozpoczęła się budowa nawy głównej a już w dniu 18 października 1938 roku świątynia została przykryta dachem. W dniu 20 listopada 1938 roku po raz pierwszy wierni uczestniczyli w nabożeństwie w całej świątyni. W 1950 roku zostały zainstalowane dwa dzwony, które zostały konsekrowane przez Kardynała Adama Stefana Sapiehę. Świątynia została konsekrowana w dniu 6 grudnia 1983 roku przez Księdza Kardynała Franciszka Macharskiego.